# Пиразинамид
Пиразинамид — (пиразинкарбоксамид) противотуберкулёзный препарат. Активен в отношении лат. Mycobactérium tuberculósis. Может оказывать бактериостатическое или бактерицидное действие в зависимости от концентрации. Сохраняет активность только при кислом значении рН (5,6 или ниже), сходном с таковым в очагах ранних активных туберкулёзных воспалительных поражений. В ходе лечения возможно развитие резистентности, вероятность которой снижает сочетание с другими противотуберкулёзными средствами. Особенно эффективен при впервые выявленном деструктивном туберкулёзе, казеозном лимфадените, туберкуломе и казеозно-пневмонических процессах. Уменьшает выведение мочевой кислоты и уратов, может вызывать гиперурикемию.